# Karel Kachyňa
Karel Kachyňa (Vyškov, 1º maggio 1924 – Praga, 12 marzo 2004) è stato un regista e sceneggiatore ceco.

## Biografia
Nel 1951 Karel Kachyňa è stato uno dei primi diplomati della facoltà di cinema e televisione FAMU (Filmová a televizní fakulta Akademie múzických umĕní) di Praga. Insieme a Vojtěch Jasný ha girato documentari e lungometraggi prima del suo debutto alla regia personale con Ztracená stopa del 1956. Molti dei film di Kachyňa sono risultati della collaborazione con lo sceneggiatore Jan Procházka. È stato attivo saltuariamente anche come attore.
Kachyňa è appartenuto a quella generazione di registi cecoslovacchi venuti alla ribalta a partire dagli anni '60, e alla quale appartenevano anche Miloš Forman e Jiří Menzel. Uno dei temi fondamentali dei film di Kachyňa riguarda le problematiche psicologiche della gioventù.

## Filmografia
- Věděli si rady (1950)
- Není stále zamračeno (1950)
- Za život radostný (1951)
- Lidé jednoho srdce (1953)
- Neobyčejná léta (1953)
- Stará čínská opera (1954)
- Z čínského zápisníku (1954)
- Dnes večer všechno skončí (1955)
- Křivé zrcadlo (1956)
- Ztracená stopa (1956)
- Pokušení (1957)
- Mistrovství světa leteckých modelářů (1957)
- Město má svou tvář (1958)
- Čtyřikrát o Bulharsku (1958)
- Tenkrát o Vánocích (1959)
- I contrabbandieri della morte (Král Šumavy) (1959)
- Práče (1960)
- Pouta (1961)
- Lenka e il puledro selvaggio (Trápení) (1962)
- Závrat' (1963)
- Naděje (1964)
- Vysoká zed' (1964)
- At' zije Republika (Ať žije republika) (1965)
- Una carrozza per Vienna (Kočár do Vídně) (1966)
- Noc nevěsty (1967)
- Vánoce s Alžbětou (1968)
- Smešný pán (1969)
- L'orecchio (Ucho) (1970)
- La rivincita (Už zase skáču přes kaluže) (1970)
- Vlak do stanice Nebe (1972)
- Tajemství velikého vypravěče (1972)
- Legenda (1973)
- Láska (1973)
- Horká zima (1974)

- Pavlínka (1974)
- Robinsonka (1974)
- Bratři (1975)
- Škaredá dědina (1975)
- La piccola ninfa di mare (Malá mořská víla) (1976)
- Smrt mouchy (1977)
- Setkání v červenci (1977)
- Aspettando la pioggia (Čekání na déšť) (1977)
- Zlatí úhoři, film TV (1979)
- Cukrová bouda (1980)
- Amore tra le gocce di pioggia (Lásky mezi kapkami deště) (1980)
- Počítání oveček, film TV (1981)
- Pozor, vizita! (1981)
- Fandy, ó Fandy (1982)
- Velký případ malého detektiva a policejního psa Kykyna, film TV (1982)
- Sestřičky (1983)
- Smrt krásných srnců (1986)
- Dobré světlo (1986)
- Kam, pánové, kam jdete? (1987)
- Duhová kulička, film TV (1987)
- Oznamuje se láskám vašim (1988)
- Blázni a děvčátka (1988)
- Vlak dětství a naděje, serie TV (1989)
- Poslední motýl (1991)
- Městem chodí Mikuláš (1992)
- Prima sezóna, serie TV (1994))
- Kráva (1994)
- Fany (1995)
- Tři králové, serie TV (1998)
- Hanele (1999)
- Otec neznámý, film TV (2001)
- Kožené slunce, film TV (2002)
- Cesta byla suchá, místy mokrá, film TV (2003)

## Riconoscimenti
Nel 1964 il suo film Vysoká zed' ha ottenuto la "Vela d'argento" al Festival del cinema di Locarno, nella sezione "Miglior debutto cinematografico". Nel 1971 il regista ha ottenuto la medaglia d'argento al Festival internazionale del cinema di San Sebastián per il film La rivincita (Už zase skáču přes kaluže). Il suo film L'orecchio (Ucho) del 1970 è stato in concorso al Festival di Cannes 1990.